# Onthophagus quadrimaculatus
Onthophagus quadrimaculatus là một loài bọ cánh cứng trong họ Bọ hung (Scarabaeidae).